# 2025-ös magyar fedett pályás atlétikai bajnokság
A 2025-ös magyar fedett pályás atlétikai bajnokság az 51. bajnokság volt, melyet február 22. és február 23. között rendeztek Nyíregyházán, a Nyíregyházi Atlétikai Centrumban. A többpróba számait február 15-én és 16-án tartották meg Budapesten, a BOK Sportcsarnokban.

## Naptár
Az ob eseményei helyi idő szerint (UTC +01:00):
| február 22., szombat | február 22., szombat         | február 23., vasárnap | február 23., vasárnap  |
| Idő                  | Esemény                      | Idő                   | Esemény                |
| -------------------- | ---------------------------- | --------------------- | ---------------------- |
| 14:50                | 3000 m gyaloglás női (if.)   | 14:35                 | 3000 m női (if.)       |
| 15:10                | 5000 m gyaloglás férfi (if.) | 14:55                 | 3000 m férfi (if.)     |
| 15:30                | súlylökés női                | 15:10                 | 800 m női (if.)        |
| 15:45                | hármasugrás férfi            | 15:25                 | 800 m férfi (if.)      |
| 15:50                | rúdugrás női                 | 15:35                 | hármasugrás női        |
| 15:55                | 60 m női (ief)               | 15:50                 | 60 m gát női (ief)     |
| 16:10                | 60 m férfi (ief)             | 16:15                 | 60 m gát férfi (ief)   |
| 16:30                | Megnyitó                     | 16:30                 | rúdugrás férfi         |
| 16:55                | súlylökés férfi              | 17:05                 | 60 m gát női (döntő)   |
| 17:05                | 60 m női (B-A döntő)         | 17:10                 | távolugrás férfi       |
| 17:15                | távolugrás női               | 17:15                 | 60 m gát férfi (döntő) |
| 17:20                | 60 m férfi (B-A döntő)       | 17:35                 | 200 m női (if.)        |
| 17:40                | 1500 m női (if.)             | 17:55                 | 200 m férfi (if.)      |
| 17:55                | 1500 m férfi (if.)           | 18:00                 | magasugrás női         |
| 18:05                | magasugrás férfi             | 18:15                 | 4 × 400 m női (if.)    |
| 18:10                | 400 m férfi (if.)            | 18:35                 | 4 × 400 m férfi (if.)  |
| 18:30                | 400 m női (if.)              |                       |                        |

____
Magyarázat:
• if = időfutam • ief = előfutam

## Eredmények

### Férfiak
| Versenyszám      | Arany                                                          | Arany     | Ezüst                                                                       | Ezüst    | Bronz                                                     | Bronz    |
| ---------------- | -------------------------------------------------------------- | --------- | --------------------------------------------------------------------------- | -------- | --------------------------------------------------------- | -------- |
| 60 m             | Illovszky Dominik BHSE                                         | 6,61      | Pap Márk BHSE                                                               | 6,79     | Pázmándi Dominik Szolnoki MÁV-SE                          | 6,80     |
| 200 m            | Molnár Attila FTC                                              | 21,08     | Wahl Zoltán TSC-Geotech                                                     | 21,41    | Eszes Dániel VS Dunakeszi                                 | 21,42    |
| 400 m            | Enyingi Patrik MATE-GEAC                                       | 46,25     | Wahl Zoltán TSC-Geotech                                                     | 46,92    | Kovács Árpád UTE                                          | 46,95    |
| 800 m            | Vindics Balázs UTE                                             | 1:51,37   | Kubasi János SVSE                                                           | 1:51,83  | Huller Dániel VS Dunakeszi                                | 1:53,00  |
| 1500 m           | Szögi István MTK Budapest                                      | 3:44,24   | Palkovits István SVSE                                                       | 3:46,04  | Kardos Bence A-Plast Ikarus BSE                           | 3:49,46  |
| 3000 m           | Palkovits István SVSE                                          | 8:04,15   | Szögi István MTK Budapest                                                   | 8:04,21  | Kardos Bence A-Plast Ikarus BSE                           | 8:17,98  |
| 60 m gát         | Eszes Dániel VS Dunakeszi                                      | 7,76      | Szeles Bálint Egri Sportiskola SE                                           | 7,79     | Felber Farkas Ákos SVSE                                   | 7,98     |
| 4 × 400 m váltó  | Enyingi Patrik Kovács Árpád Fodor Péter Nadj Levente MATE-GEAC | 3:13,41   | Szilveszter Marcell Birovecz Bátor Péter Vindics Balázs Csahóczi Csanád UTE | 3:13,69  | Babics Marcell Pandur Huba Furda Botond Kubasi János SVSE | 3:22,39  |
| 5000 m gyaloglás | Venyercsán Bence BHSE                                          | 19:20,38  | Tóth Norbert H. Szondi SE                                                   | 20:20,92 | Csontos Imre BEAC                                         | 21:28,25 |
| magasugrás       | Jankovics Dániel MTK Budapest                                  | 219 cm    | Bakosi Péter Nvíregyházi SC                                                 | 216 cm   | Thardi-Veress Zoltán A-Plast Ikarus BSE                   | 204 cm   |
| rúdugrás         | Kéri Tamás FTC                                                 | 510 cm    | Nagy Marcell MTK Budapest                                                   | 510 cm   | Etter Bertalan MTK Budapest                               | 480 cm   |
| távolugrás       | Szabó László FTC                                               | 7,42 m    | Pap Kristóf TFSE                                                            | 7,41 m   | Németh Mátyás Kecskeméti ARC                              | 7,34 m   |
| hármasugrás      | Galambos Tibor FTC                                             | 15,79 m   | Rivasz Martin FTC                                                           | 15,52 m  | Kiss Mátyás FTC                                           | 14,36 m  |
| súlylökés        | Fekete István Szegedi VSE                                      | 18,57 m   | Kovács László Győri Atlétikai Club                                          | 17,17 m  | Tóth Balázs Nvíregyházi SC                                | 16,81 m  |
| hétpróba         | Gálpál Zsombor BHSE                                            | 5425 pont |                                                                             |          |                                                           |          |

### Nők
| Versenyszám      | Arany                                                        | Arany     | Ezüst                                                                         | Ezüst     | Bronz                                                      | Bronz     |
| ---------------- | ------------------------------------------------------------ | --------- | ----------------------------------------------------------------------------- | --------- | ---------------------------------------------------------- | --------- |
| 60 m             | Takács Boglárka BHSE                                         | 7,21      | Csóti Jusztina FTC                                                            | 7,39      | Sulyán Alexa MATE-GEAC                                     | 7,41      |
| 200 m            | Sulyán Alexa MATE-GEAC                                       | 23,38     | Szentgyörgyi Zita MTK Budapest                                                | 23,95     | Brucker Lili UTE                                           | 24,37     |
| 400 m            | Szentgyörgyi Zita MTK Budapest                               | 53,24     | Molnár Janka TSC-Geotech                                                      | 53,49     | Mátó Sára MATE-GEAC                                        | 53,83     |
| 800 m            | Kéri Bianka SVSE                                             | 2:07,75   | K. Szabó Gabriella Nvíregyházi SC                                             | 2:08,25   | Derdák Sára SVSE                                           | 2:09,95   |
| 1500 m           | Derdák Sára SVSE                                             | 4:33,53   | Varga Gréta SVSE                                                              | 4:33,71   | K. Szabó Gabriella Nvíregyházi SC                          | 4:34,00   |
| 3000 m           | Vindics-Tóth Lili BHSE                                       | 9:05,18   | Böhm Lilla BHSE                                                               | 9:06,71   | Urbán Zita BHSE                                            | 9:14,64   |
| 60 m gát         | Tóth Anna DVTK                                               | 7,95      | Kozák Luca DSC-SI                                                             | 7,97      | Répási Petra FTC                                           | 8,21      |
| 4 × 400 m váltó  | Dobránszky Laura Mátó Sára Lőkös Laura Simon Virág MATE-GEAC | 3:43,23   | Marcos-Fugzeredo Anais Rapai Fanni Keller Kincső Kiss Anna A-Plast Ikarus BSE | 3:47,18   | Széll Gyöngyi Kéri Bianka Felber Kata Besenyődi Petra SVSE | 3:47,31   |
| 3000 m gyaloglás | Spiller Tiziana BHSE                                         | 13:20,50  | Csörgő Dóra BHSE                                                              | 13:40,15  | Kovács Alexandra Békéscsabai AC                            | 13:47,39  |
| magasugrás       | Fekete Fédra BHSE                                            | 178 cm    | Pénzes Júlia MTK Budapest                                                     | 170 cm    | Papp Zsófia BHSE                                           | 165 cm    |
| rúdugrás         | Klekner Hanga Csenge DSC-SI                                  | 435 cm    | Kováts Fanni MTK Budapest                                                     | 420 cm    | Kovács Luca A-Plast Ikarus BSE                             | 390 cm    |
| távolugrás       | Bánhidi-Farkas Petra MTK Budapest                            | 6,27 m    | Rózsahegyi Bori TSC-Geotech                                                   | 6,22 m    | Krizsán Xénia MTK Budapest                                 | 6,09 m    |
| hármasugrás      | Virók Erna FTC                                               | 13,09 m   | Szabó Beatrix MTK                                                             | 12,88 m   | Hoffer Krisztina TSC-Geotech                               | 11,98 m   |
| súlylökés        | Beregszászi Renáta Szegedi VSE                               | 16,76 m   | Kling Réka AC Bonyhád                                                         | 13,97 m   | Krizsán Xénia MTK Budapest                                 | 13,63 m   |
| ötpróba          | Barha Lilla Vasas                                            | 3836 pont | Diemer Anna MTK Budapest                                                      | 3664 pont | Fekete Fédra BHSE                                          | 3471 pont |